# Lubomierz
Lubomierz é um município da Polônia, na voivodia da Baixa Silésia e no condado de Condado de Lwówek Śląski. Estende-se por uma área de 8,05 km², com 1 914 habitantes, segundo os censos de 2016, com uma densidade de 237,8 hab/km².